# Venus as a Boy
"Venus as a Boy" är en låt skriven och framförd av den isländska sångerskan Björk. Den gavs ut som andra singel från albumet Debut den 23 augusti 1993, och har uppnått plats 29 på den brittiska singellistan.
Likt förra singeln, "Human Behaviour", lanserades även denna singel i flera olika utgåvor. En del av dem innehåller b-sidorna "Stígðu Mig", en låt som ursprungligen var inspelad av The Elgar Sisters; en grupp bildad under tidiga 1980-talet av gitarristen Guðlaugur Kristinn Óttarsson och Björk, och "I Remember You", en cover på en klassisk kärlekssång. 
"Venus as a Boy" kan även höras i filmen Léon från 1994, i en rad tysta scener mellan de båda huvudpersonerna.
Musikvideon till låten regisserades av den brittiske regissören Sophie Muller.

## Låtlistor och format
Brittisk CD1
(122TP7CD; Utgiven 1993)
1. "Venus as a Boy" (edit) – 4:05
2. "Venus as a Boy" (Mykaell Riley Mix) – 4:51
3. "There's More to Life Than This" (Non-Toilet) – 3:47
4. "Violently Happy" (Domestic Mix) – 5:17

Brittisk CD2
(122TP7CDL; Utgiven 1993)
1. "Venus as a Boy" (7" Dream Mix) – 4:02
2. "Stígðu Mig" – 1:53
3. "Anchor Song" (Black Dog Mix) – 4:48
4. "I Remember You" – 4:13

Brittisk 7"-vinyl
(122TP7; Utgiven 1993)
Sida A
1. "Venus as a Boy" (edit)

Sida B
1. "Venus as a Boy" (7" Dream Mix)

Europeisk CD
(859 651-2; Utgiven augusti 1993)
1. "Venus as a Boy" (edit) – 4:07
2. "Venus as a Boy" (Mykaell Riley Mix) – 4:50
3. "There's More to Life Than This" (Non-Toilet) – 3:47
4. "Violently Happy" (Domestic Mix) – 5:16

Amerikansk CD
(66273-2; Utgiven 5 oktober 1993)
1. "Venus as a Boy" (edited LP version) – 4:04
2. "Stígðu Mig" – 1:50
3. "Human Behaviour" (The Underworld Mix) – 12:03
4. "There's More to Life Than This" (Non-Toilet Mix) – 3:44
5. "Venus as a Boy" (Anglo-American Extension) – 5:05
6. "I Remember You" – 4:12

Amerikansk CD promo
(PRCD 8835-2; Utgiven 1993)
1. "Venus as a Boy" (7" American Dream Mix) – 3:59
2. "Venus as a Boy" (edited LP version) – 4:02

Japansk CD
(POCP-1382; Utgiven 1993)
1. "Venus as a Boy" (edit) – 4:06
2. "Venus as a Boy" (Mykaell Riley Mix) – 4:50
3. "There's More to Life Than This" (Non-Toilet) – 3:47
4. "Violently Happy" (Domestic Mix) – 5:16

## Coverversioner
Flera olika artister och grupper har spelat in egna tolkningar av "Venus as a Boy", bland andra:
- The Mike Flowers Pops (1996)
- Zoey (2003, med japansk text)
- Sneaker Pimps (2004)
- Barney McAll (2005)
- Geoff Keezer (2005)
- Corinne Bailey Rae (2007)
- Andy McKee (2007, instrumental version betitlad "Venus as a Girl")